# Sutlej Medal
La Sutlej Medal era una medaglia di campagna militare coniata per ricompensare quanti avessero partecipato alla campagna di Sutlej tra il 1845 ed il 1846 (meglio conosciuta come Prima guerra anglo-sikh).
La medaglia venne approvata il 17 aprile 1846 e venne poi autorizzata per quanti avessero prestato servizio militare nel Punjab dal 7 settembre 1848 al 14 marzo 1849. In totale vennero anche autorizzate tre barrette, ma nessuno ebbe la concessione di tutte le barrette contemporaneamente; la medaglia venne perlopiù concessa senza barrette in quanto gran parte delle unità presenti nel Punjab non presero parte attiva a combattimenti e scontri.

## Barrette
- Ferozeshuhur
- Aliwal
- Sobraon

La Sutlej Medal venne concessa anche per la partecipazione alla Battaglia di Mudki ma per l'occasione non venne creata alcuna barretta in quanto il nome della battaglia veniva inciso direttamente sul retro della medaglia.

## Descrizione
La medaglia è costituita da un disco d'argento sul quale è raffigurata sul diritto l'effigie della regina Vittoria d'Inghilterra rivolto verso sinistra e corredato dal titolo VICTORIA REGINA in latino. Sul retro la medaglia presenta la figura della vittoria che corona i vincitori avendo ai piedi le armi deposte. Attorno si trova la legenda "ARMY OF THE SUTLEJ" e sotto la figura si legge il luogo di concessione "MOODREE" e la data "1846".
Il nastro era blu con una due strisce rosse ai lati.